# Paolo Cavara
Paolo Cavara (Bologna, 4 luglio 1926 – Roma, 7 agosto 1982) è stato un regista e sceneggiatore italiano ideatore, insieme a Franco Prosperi e Gualtiero Jacopetti del genere cinematografico dei Mondo movie, il cui capostipite fu Mondo cane.

## Biografia
La sua attività come documentarista ebbe inizio negli anni cinquanta, quando ancora studiava architettura presso l'Università degli Studi di Firenze. La professione scaturì dall'attività parallela di pescatore e operatore subacqueo ed ebbe un primo riconoscimento pubblico con la spedizione pionieristica all'isola di Ceylon nel 1951, condotta assieme a Carlo Gregoretti (1930-2022) e Franco Prosperi. In seguito riuscì a confezionare circa quaranta documentari realizzati al seguito di spedizioni scientifiche o in proprio. Dal 1957 fu collaboratore alla regia di Giorgio Moser per la prima serie televisiva nazionale di documentari La nostra terra e l'acqua (tra gli altri: Il ragazzo del risciò, Bali, Il pastore e la ballerina, 20.000 chilometri) e suo corrispondente in Indonesia e alle Maldive. In quello stesso periodo fece anche qualche esperienza come aiuto regista di lungometraggi per registi statunitensi (quali John Huston e Henry Hathaway), fra i quali Timbuctu, La contessa scalza, e La maja desnuda del 1958 di Henry Koster.
Incidente d'auto (1961, California) con Belinda Lee
Cavara si trovava a bordo del veicolo guidato da un autista con Gualtiero Jacopetti e la giovane attrice inglese Belinda Lee il 12 marzo 1961, sulla strada desertica californiana tra Las Vegas e Los Angeles. La vettura aveva forato una gomma posteriore schiantandosi. Belinda Lee fu sbalzata fuori dal veicolo e morì per la frattura del cranio e della vertebra  cervicale. L'incidente avvenne ad alta velocità (si dice a 160 km/h). Lui e Jacopetti, sebbene feriti e ospedalizzati, si salvarono.  
"Mondo cane"
Agli inizi degli anni sessanta entrò in contatto con Angelo Rizzoli per il quale realizzò come autore e regista, con Gualtiero Jacopetti e Franco Prosperi Mondo cane (1962) e La donna nel mondo (1963). In origine si trattava di un unico film che fu poi diviso in due, a causa dell'enorme materiale da lui realizzato. Mondo cane fu considerato il primo documentario shock e fece in breve tempo il giro del mondo. Tra le cose migliori da lui concepite e realizzate si ricordano le scene parigine, le modelle di Yves Klein dipinte di blu, le catacombe con i frati cappuccini, la caccia ai pescecani. Si specializzò così nei documentari scandalistici e provocatori di notevole successo in quegli anni, ma fu anche preveggente nel capire la deriva verso il trash del genere mondo dettato da esigenze sempre più commerciali. Compì la mossa giusta proseguendo la sua attività senza più collaboratori al suo fianco, che abbandonò di sua spontanea volontà, e decidendo di dedicarsi a un cinema più personale e qualificato, ma sempre all'insegna della continuità stilistica.
Dopo alcune scene non accreditate realizzate per Mondo cane 2 seguirono così I malamondo (1964), una indagine sui giovani ribelli nell'epoca del boom economico (più film inchiesta che mondo movie), e nel 1967 L'occhio selvaggio, opera in gran parte autobiografica, soprattutto per quanto concerneva la critica ai metodi usati fino ad allora per girare i documentari shock di forte presa sul pubblico (alla sceneggiatura hanno partecipato Tonino Guerra e Alberto Moravia); film affascinante sull'ambiguità che accomuna reporter, realtà e macchina da presa, e alta espressione di metacinema. Ebbe una candidatura al Festival di Mosca (con grande successo di pubblico) e vinse al contempo il Festival di Atlanta. Il film seguente La cattura (1969) affronta il tema dell'amore negato già presente a margine del film precedente, ed è una parabola sull'assurdità della guerra con interpreti David McCallum e Nicoletta Machiavelli. Il film partecipò alla XXX Mostra del Cinema di Venezia.
Nella maturità: horror e western 
Negli anni successivi, dopo aver curato la regia della seconda unità di Le avventure di Gerard di Jerzy Skolimowski, Cavara si dedicò a film più commerciali, di molto successo, sia di pubblico che di critica, soprattutto con due film gialli, La tarantola dal ventre nero del 1971 e E tanta paura, del 1976. Il primo ricalcava i canoni argentiani pur movimentando le scene in stile documentaristico. Il secondo (con l'apporto di Bernardino Zapponi al soggetto e alla sceneggiatura) usciva dai suddetti canoni adottando un'ottica critica e grottesca del tutto inusuale. Dopo un western picaresco incentrato sul tema dell'amicizia, Los amigos (1973) (con Anthony Quinn e Franco Nero), più attento alle psicologie dei personaggi e ai tempi lunghi del cinema statunitense che alle routiniere scene d'azione dello spaghetti italiano, Cavara diresse Turi Ferro in Virilità (1974) e Il lumacone (1975): commedia dai toni grotteschi (più sulla scia di Germi che del Samperi di Malizia), il primo; personale esperimento poetico il secondo (lavorato a quattro mani con Ruggero Maccari).
 Collaborazione con la RAI 
A partire dalla seconda metà degli anni settanta Cavara iniziò un rapporto continuativo con la Rai che proseguì fino al 1982 (in precedenza nel 1973 aveva firmato per l'azienda pubblica una serie di 7 documentari dal titolo L'uomo e la natura, Il delta del Danubio). Dopo altri servizi firmati per la rubrica Gulliver di Brando Giordani ed Emilio Ravel, diresse Atsalut pader (1979) ("Ti saluto Padre"), sulla vita di Padre Lino da Parma: antico progetto maturato in seguito alla frequente lettura delle opere di Hans Küng. Il film, sceneggiato con Lucia Drudi Demby e il critico Enzo Ungari, lo porta ad affrontare il tema della carità evangelica dotandosi di un interprete sensibile e particolarmente ispirato come Gianni Cavina. Di tutt'altro registro La locandiera (1980) che si mantiene fedele al testo goldoniano, pur puntando sulla ridicola misoginia e sulla comicità.
Negli ultimi anni Cavara lavorò soprattutto per la televisione, come regista e sceneggiatore (con Lucia Demby e Roberto Lerici) di Fregoli (1981) (con Gigi Proietti) e Sarto per signora (1980) (con Alberto Lionello e Maria Rosaria Omaggio). Tra gli altri suoi lavori si ricordano il soggetto di Così come sei (1977) per la regia di Alberto Lattuada e il significativo apporto di ideazione e di scrittura (con la Demby ed Enrico Medioli) al televisivo La Bella Otero (1982).
 Morte 
Morì nella sua abitazione romana, a causa di un attacco cardiaco.

## Filmografia
- Mondo cane (1961)
- La donna nel mondo (1963)
- Mondo cane 2 (1963) - alcune scene, non accreditato
- I malamondo (1964)
- Witchdoctor in Tails (1966)
- L'occhio selvaggio (1967)
- La cattura (1969)
- La tarantola dal ventre nero (1971)
- Los amigos (1972)
- L'uomo e la natura. Il delta del Danubio (1973)
- Virilità (1974)
- Il lumacone (1975)
- E tanta paura (1976)
- Atsalut pader (1979)
- La locandiera (1980)
- Sarto per signora (1980)
- Fregoli – miniserie TV (1981)